# Kurixalus berylliniris
Kurixalus berylliniris — вид бесхвостых земноводных из семейства веслоногих лягушек. Эндемик острова Тайвань, встречается в восточной части острова на умеренных высотах. До описания в 2016 году его путали с Kurixalus eiffingeri. Видовое название berylliniris сочетает латинские слова «beryllin» (означает «зеленый цвет») и «iris» (означает «радужная оболочка глаза»), со ссылкой на зеленую радужную оболочку этой лягушки.

## Таксономия и систематика
Kurixalus berylliniris была описана в 2016 году. Она похожа на Kurixalus eiffingeri, но имеет некоторые морфологические отличия и размножается в другое время. Кроме того, молекулярные данные и звучание призывных криков самцов отличают его от Kurixalus eiffingeri и Kurixalus wangi, родственных ему видов. Вместе эти три вида образуют группу, которая явно отличается от Kurixalus idiootocus, четвертого вида Kurixalus на Тайване.

## Описание
Длина тела взрослых самцов 29-42 мм, а взрослых самок — 28-46 мм от кончика носа до отверстия клоаки. Общий вид умеренно стройный и несколько приплюснутый. Ширина головы больше, чем длина. Кончик морды заострен; морда при виде сбоку тупая. Барабанная перепонка выражена отчетливо, ее диаметр составляет около половины диаметра глаза; есть складка за барабанной перепонкой. Конечности стройные. Кончики пальцев передних и задних конечностей оснащены присасывательными дисками. Перепонки на задних лапах не сильно развиты, а на передних конечностях доходят до середины пальцев. Кожа спины зернистая с небольшими бугорками. Есть две цветовые морфы: темная и светлая. Темная форма имеет окрас от темно-зеленого до темно-коричневого с черным X-образным пятном вместе с некоторыми пятнами неправильной формы; барабанная перепонка светло-желтовато-коричневая с небольшими темными пятнами. Светлая форма светло-изумрудно-зеленого цвета, с неясным Х-образным пятном сверху. Нижняя сторона тела кремового цвета, усыпана мелкими черными пятнами в области горла. Радужная оболочка глаза от изумрудной до светло-зеленой.

## Распространение
Этот вид встречается на востоке Тайваня к югу от центральной части уезда Хуалянь, на восточных склонах Центрального горного хребта и на Прибрежном горном хребте.

## Среда обитания и охрана
Kurixalus berylliniris был зарегистрирован во влажных широколиственных лесах и на опушках леса на высоте 225—1250 м над уровнем моря. Это древесное земноводное. Яйца и головастики были найдены в небольших водоемах в гниющих стволах древовидных папоротников Cyathea spinulosa. Головастики являются оофогами.
По состоянию на конец 2018 года этот вид не был внесен в Красный список исчезающих видов МСОП.